# Giant Sequoia National Monument
Le Giant Sequoia National Monument est un Monument national américain situé au sud de la Sierra Nevada dans le centre de la Californie. Il a été créé par le président Bill Clinton le 15 avril 2000. Il est administré par le Service des forêts des États-Unis en tant que partie du Sequoia National Forest et il inclut près de la moitié des forêts de séquoia géant existantes, et notamment l'un des dix plus grands séquoias, le Boole Tree, qui mesure 82 mètres de haut, avec une circonférence à la base de 34 mètres.

## Description
Le monument couvre une superficie de 1326 km² et est composé de 2 sections. La section nord entoure le Grant Grove et les autres portions du Kings Canyon National Park. La section sud est directement au sud du Sequoia National Park, autour de la moitié est de la Tule River Indian Reservation.
En août 2023, les loups gris sont réapparus au Giant Sequoia National Monument pour la première fois en plus de 100 ans.

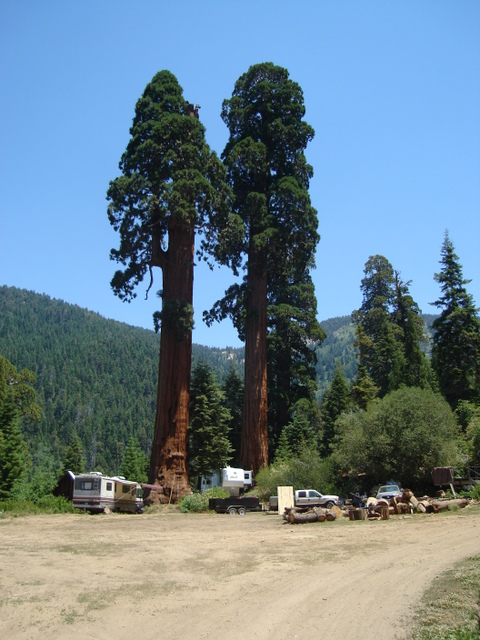
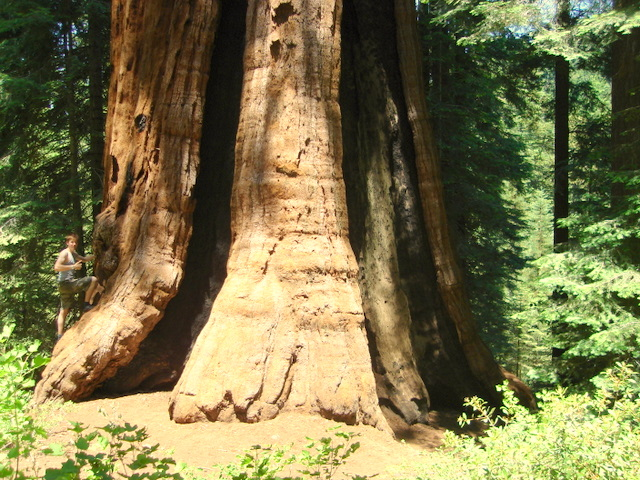
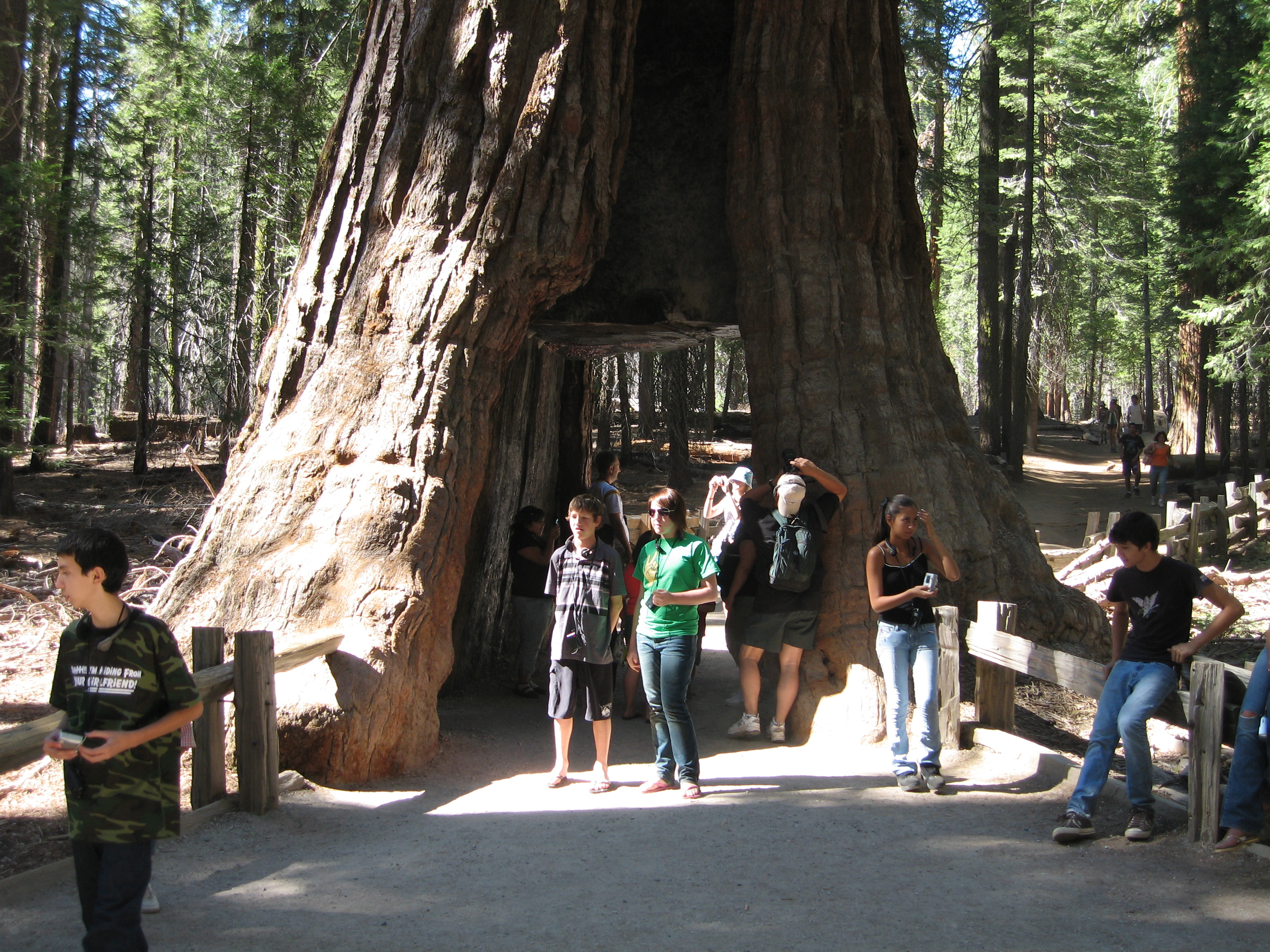
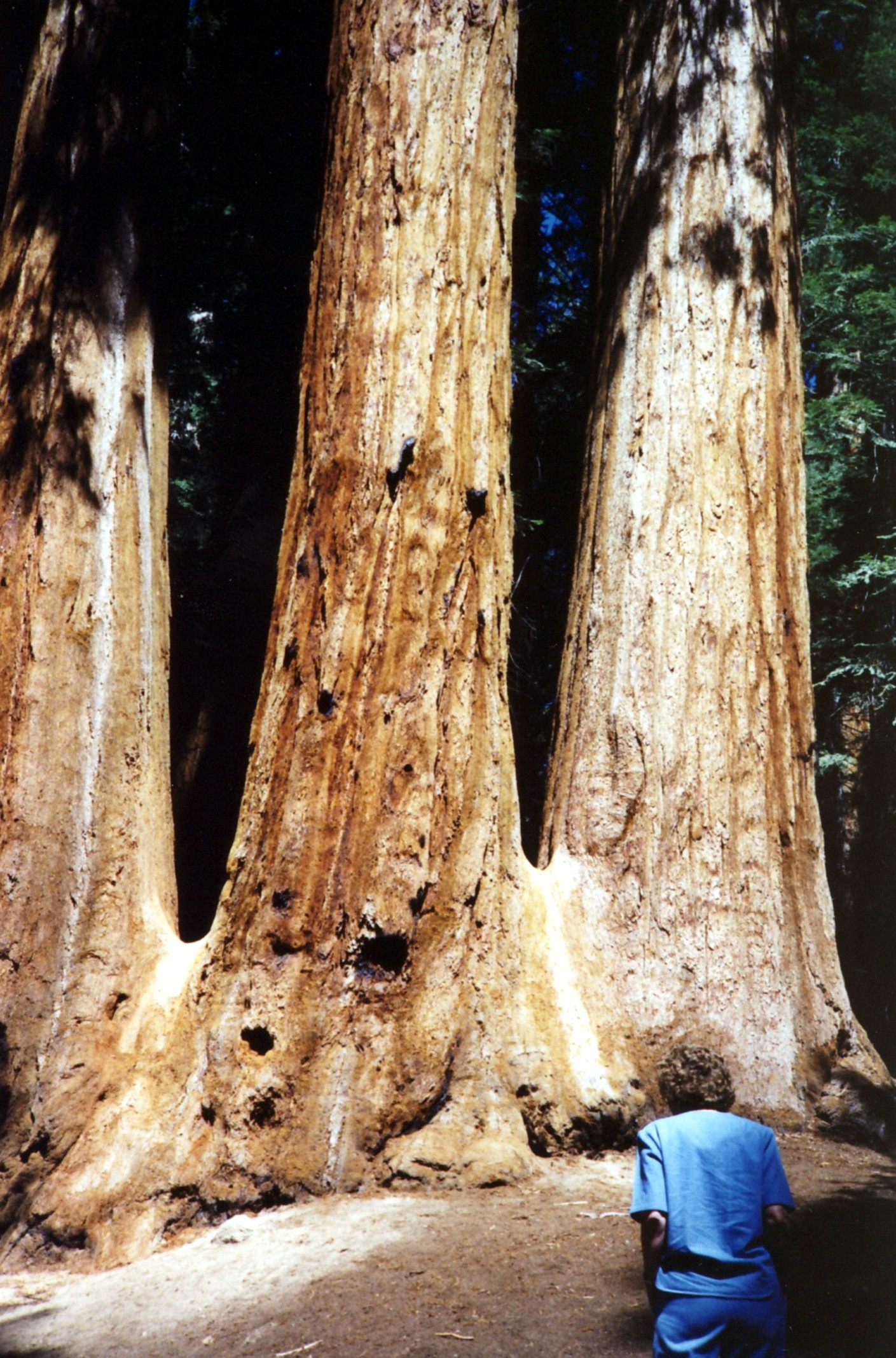